# البشير بن يعقوب
البشير بن يعقوب ولد في يوليو 1936 بقبلي بتونس، وتوفي بها في 2 مارس 2006، أستاذ وإمام وداعية وناشط جمعوي.

## بداياته
هو الشيخ البشير بن التهامي بن الحاج إبراهيم بن علي بن يعقوب، التحق بكتاب بلدة قبلي، ليتعلم الحروف الأولى وحفظ القرآن الكريم. وهو ما مكنه من اللحاق بالتعليم الزيتوني في أواخر الأربعينات من القرن العشرين حيث درس بالفرع الزيتوني بقبلي إلى أن أحرز في حزيران 1955 على شهادة الأهلية، ثم انتقل إلى العاصمة لمواصلة دراسته بجامع الزيتونة وحصل على شهادة التحصيل في حزيران 1958. نجح سنة 1959 في مناظرة انتداب معلمين. فالتحق للعمل بعدد من المدارس الابتدائية. ثم سنحت له الفرصة لاستكمال دراسته الجامعية بعد ذلك فعاد إلى العاصمة سنة 1969 ليشارك في الكلية الزيتونية للشريعة وأصول الدين وتحصل على الإجازة سنة 1973. عمل بالمعهد الثانوي للذكور بمدينة صفاقس لمدة ثلاث سنوات بدءا من السنة الدراسية 1973-1974. ثم عاد إلى قبلي ليلتحق بالمعهد الفني منذ سنة 1977-1978 وإلى سنة 1994. وقد توفي في مارس 2006. وخرج لتشييع الجنازة الآلاف من أهالي قبلي.

## نشاطه
برز البشير بن يعقوب في عمل الجمعيات الأهلية وفي عدد من الأنشطة الاجتماعية والخيرية والدينية والثقافية والحقوقية. فقد نشط وهو طالب في جمعية التلميذ النفزاوي. كما أسندت إليه رئاسة صندوق الزكاة بولاية قبلي منذ تأسيسه، وتولى إمامة جامع بلال بقبلي منذ سنة 1979 وإلى ما قبل وفاته ببضعة أشهر، وكان عضو رابطة الجمعيات القرآنية، كما كان أحد الأعضاء العاملين بنادي الفكر بقبلي، وقد ألقى على منبره عددا من المحاضرات، كما أنه أحد مؤسسي فرع الرابطة التونسية للدفاع عن حقوق الإنسان بقبلي. وتشهد دروسه الأسبوعية التي استمرت عدة سنوات بجامع بوخريبة بقبلي ثم بجامع بلال بنفس المدينة على ثقافته الدينية والعصرية الواسعة، وعلى مطالعاته المتنوعة.